# Basilique Notre-Dame de Luján
Cette  basilique n’est pas la seule basilique Notre-Dame.
La basilique Notre-Dame de Luján (en espagnol : Basilica Nuestra Señora de Luján) en Argentine est un lieu de pèlerinage sud-américain important (depuis le 3 décembre 1871), visité annuellement par environ six millions de pèlerins car la Vierge Marie est, sous le vocable de Notre-Dame de Luján (es), la sainte patronne du pays.
Elle est située dans la ville de Luján en province de Buenos Aires, à quelque 68 kilomètres à l’ouest de la capitale.
Elle se trouve sur le territoire de l’archidiocèse de Mercedes-Luján, dont on considère souvent — à tort — qu’elle est la cathédrale, alors que ce rôle incombe en fait à la cathédrale de Mercedes. Elle a en revanche les statuts de basilique mineure depuis 1930, et de sanctuaire national.

## Historique
Dès 1685, une petite chapelle est construite sur le site, édifice qui devient en 1730 une église paroissiale. Un nouveau bâtiment est inauguré le 8 décembre 1763, afin de parer au manque de place.
L’édifice actuel a été commandité par le missionnaire lazariste français, Jorge María Salvaire, à partir du 6 mai 1890. La bénédiction de la basilique a lieu en décembre 1910, sans qu’elle ne soit achevée, et sans son commanditaire, mort en 1899. Le 15 novembre 1930, le pape Pie XI la titre de basilique mineure.

## Description extérieure
De style néogothique ou ogival, l'église a été construite par l'architecte français Uldéric Courtois à partir de 1889 et achevée en 1937. Ses tours dominent la ville et la plaine pampéenne environnante du haut de leurs 106 mètres de hauteur.
On y accède par un escalier monumental de marbre blanc de 15 marches. La façade est divisée en trois étages: l'inférieur, le central et le supérieur.

### Portiques d'entrée
L'étage inférieur est constitué des trois entrées principales et de leur décoration. Chaque porte d'accès est surmontée d'un pignon triangulaire aigu percé à sa base, là où se développent une série d'archivoltes.
Les portes sont en bois, revêtues de bronze. Le portique central est dédié à l'Argentine, celui de l'ouest à l'Uruguay et celui de l'est au Paraguay. Le fronton du portique central possède un bas-relief représentant Notre-Dame de Luján avec une phrase en latin : « Ave María, félix coeli porta ».
Sur les côtés des portails se trouvent des gargouilles évacuant l'eau des pluies.

### Étage central

#### Statue des 12 apôtres et des évangélistes
En façade frontale, on retrouve huit statues d’apôtres, quatre de chaque côté, chaque groupe situé sous les deux tours. Il y a de plus deux fois quatre statues disposées latéralement, non visibles de face, ce qui fait un total de seize. Chaque statue a une hauteur de six mètres.
Du côté oriental (gauche) se trouvent Pierre, André, Thomas et Jacques le Majeur. Et latéralement Matthias, Barnabé, Jude Taddhée et Simon.
Dans les niches du côté ouest (droit) se trouvent Paul, Jacques le Mineur, Philippe et Barthélemy. Latéralement on peut voir Matthieu, Marc, Luc et Jean.
Au-dessus des niches se trouvent des démons et des allégories diverses.

#### La Rosace
Au centre de l’étage central on peut admirer une belle rosace bien classique et fabriquée en France (entreprise Val d’Osne). Son diamètre est de 10 mètres, de pierre et de verre. Au centre se trouve l’image de la Vierge, tandis que les vitraux irradient sous forme de douze pétales vers l’extérieur.

### Étage supérieur - les deux tours
Le clocher de la tour orientale contient des cloches électriques. Celui de la tour occidentale contient deux cloches manuelles. Toutes les cloches furent réalisées avec du métal fondu de canons de la Première Guerre mondiale.
Unissant les deux tours, on peut voir une galerie ajourée (a giorno) cachant la chute du toit de la nef principale.

### Les flèches
Les deux tours sont symétriques et leurs flèches aussi. Elles étaient surmontées de deux croix de fer de six mètres de hauteur. La croix de la tour est était surmontée de la statue de la vierge de 38 cm de haut, laquelle tomba le 13 juin 2000 sur la sortie latérale gauche de l’édifice. La croix de l’autre tour fut alors enlevée, une semaine après la chute de la croix est.

### Mensurations extérieures de la Basilique
- Longueur extérieure : 104 mètres.

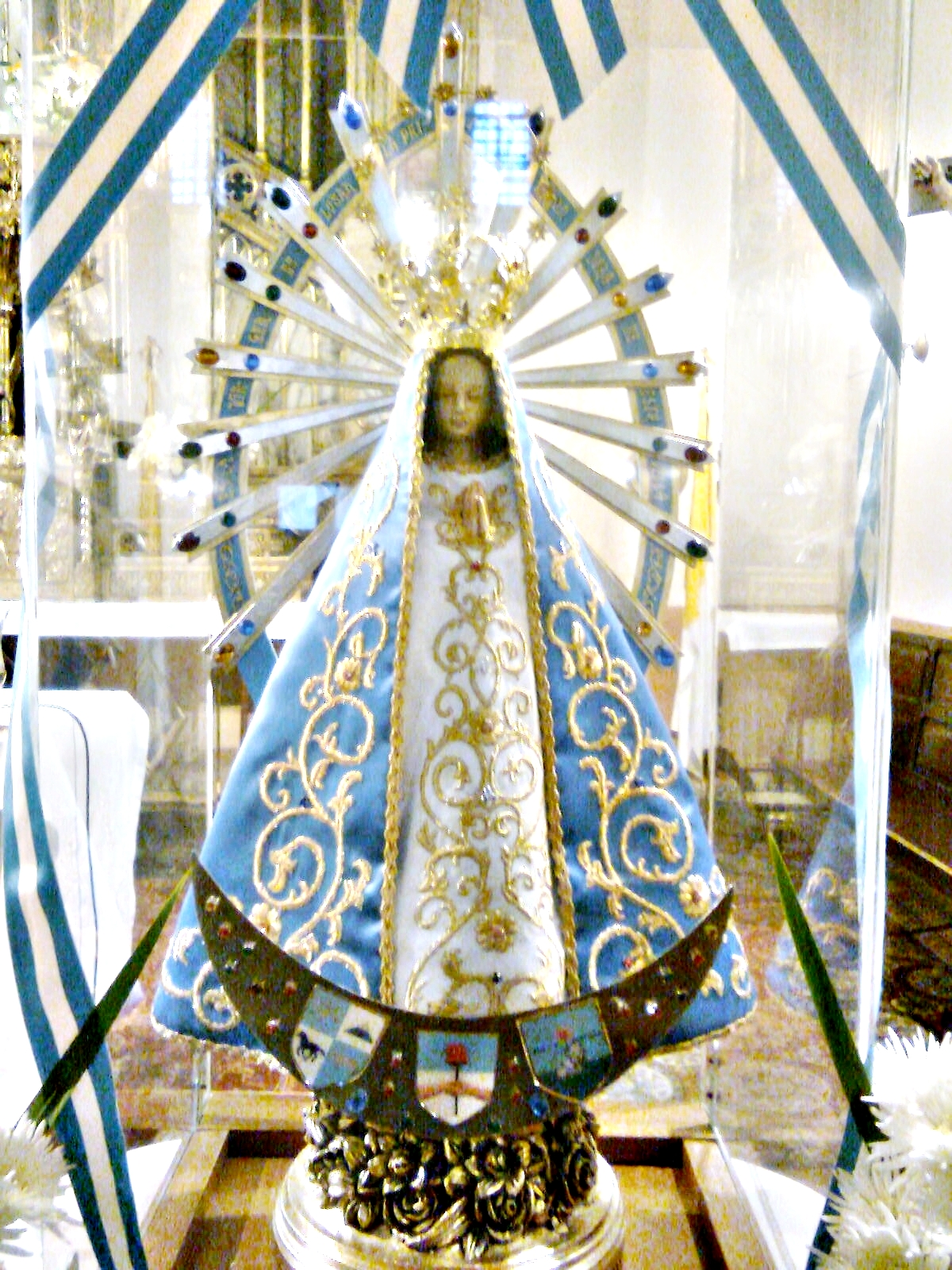
Notre-Dame de Luján, couronnée canoniquement en 1887.

- Hauteur totale des tours symétriques : 106 mètres.
- Hauteur depuis le trottoir jusqu’à la racine des tours : 31 mètres.
- Hauteur des tours : 21,35 mètres.
- Hauteur des flèches (aiguilles) : 47,6 mètres.
- Hauteur de la croix du sommet : 6 mètres.
- Largeur totale : 68,5 mètres (au niveau du transept).
- Largeur de la façade principale, y compris les contreforts : 42 mètres.
- Largeur des trois nefs avec chapelles et contreforts : 38,70 mètres.

## Grandes orgues
Les splendides grandes orgues Mutin / Cavaillé-Coll sont dans un état de total abandon.

## Galerie

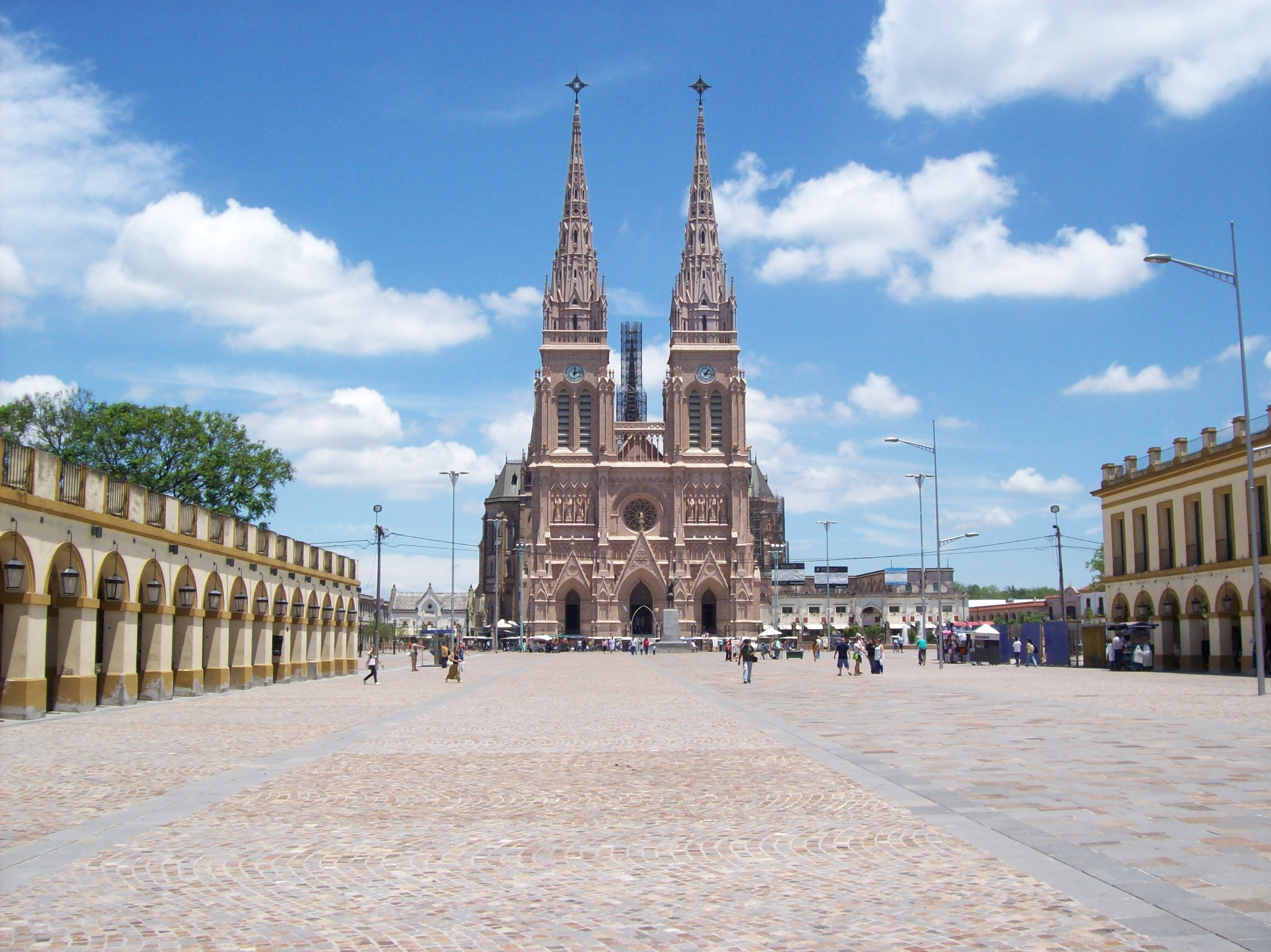
Vue depuis la plaza Belgrano.
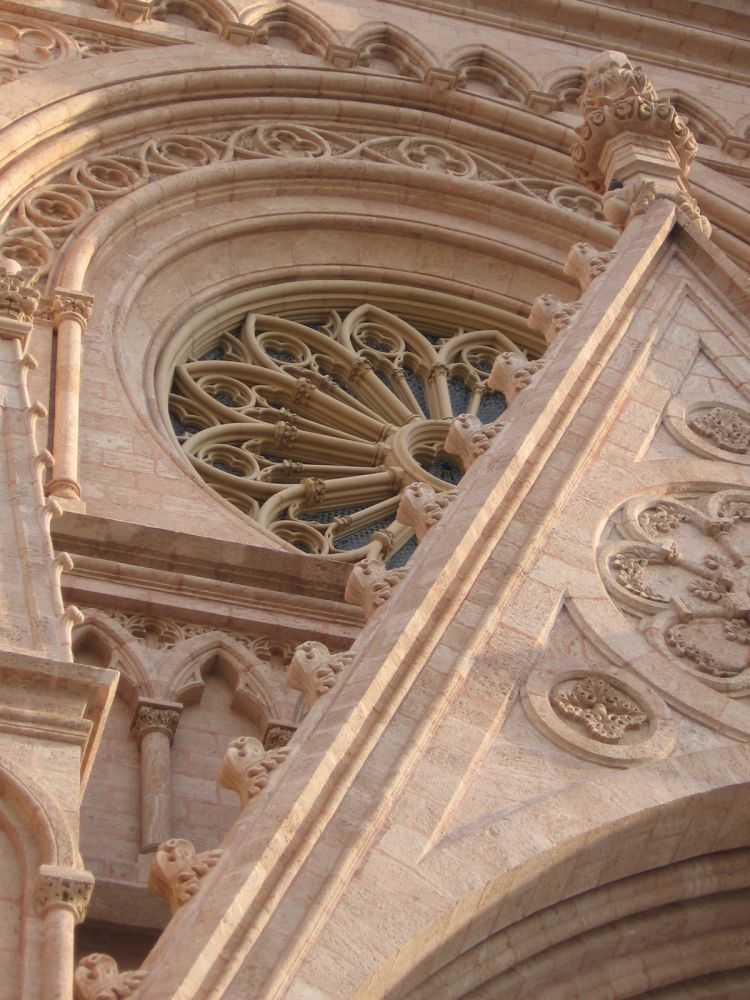
Détail du fronton.
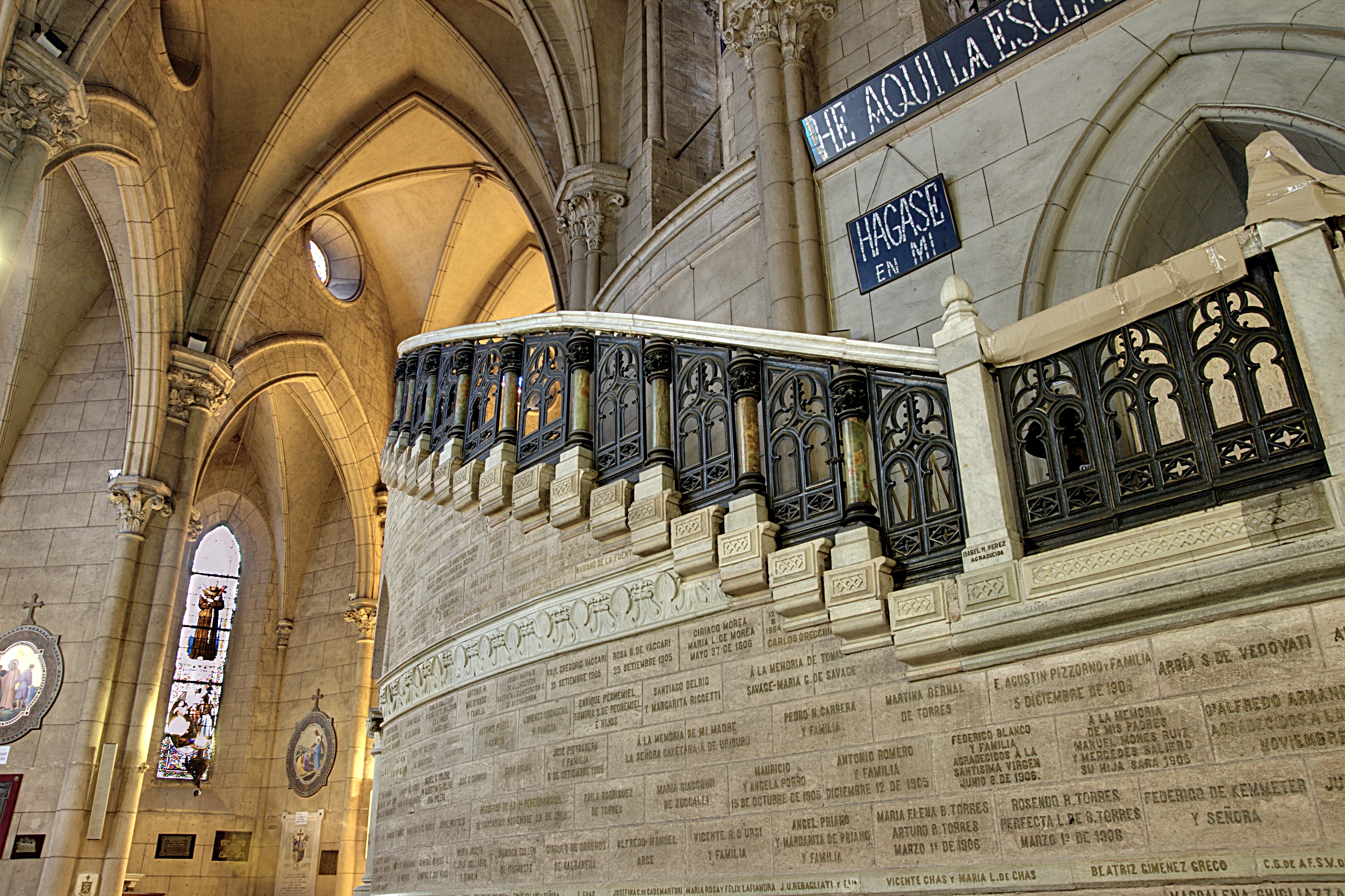
Les escaliers intérieurs.
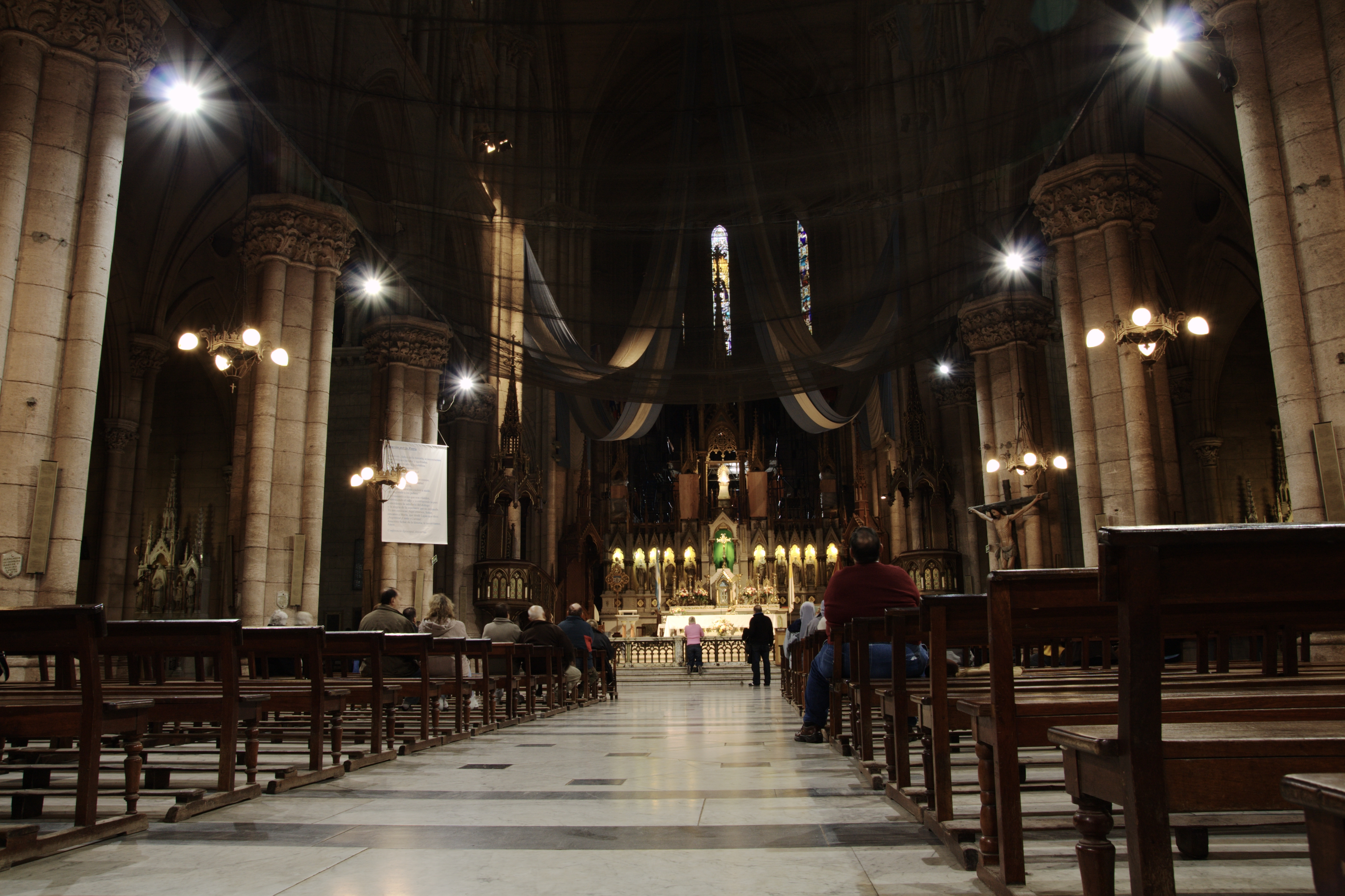
L'intérieur.
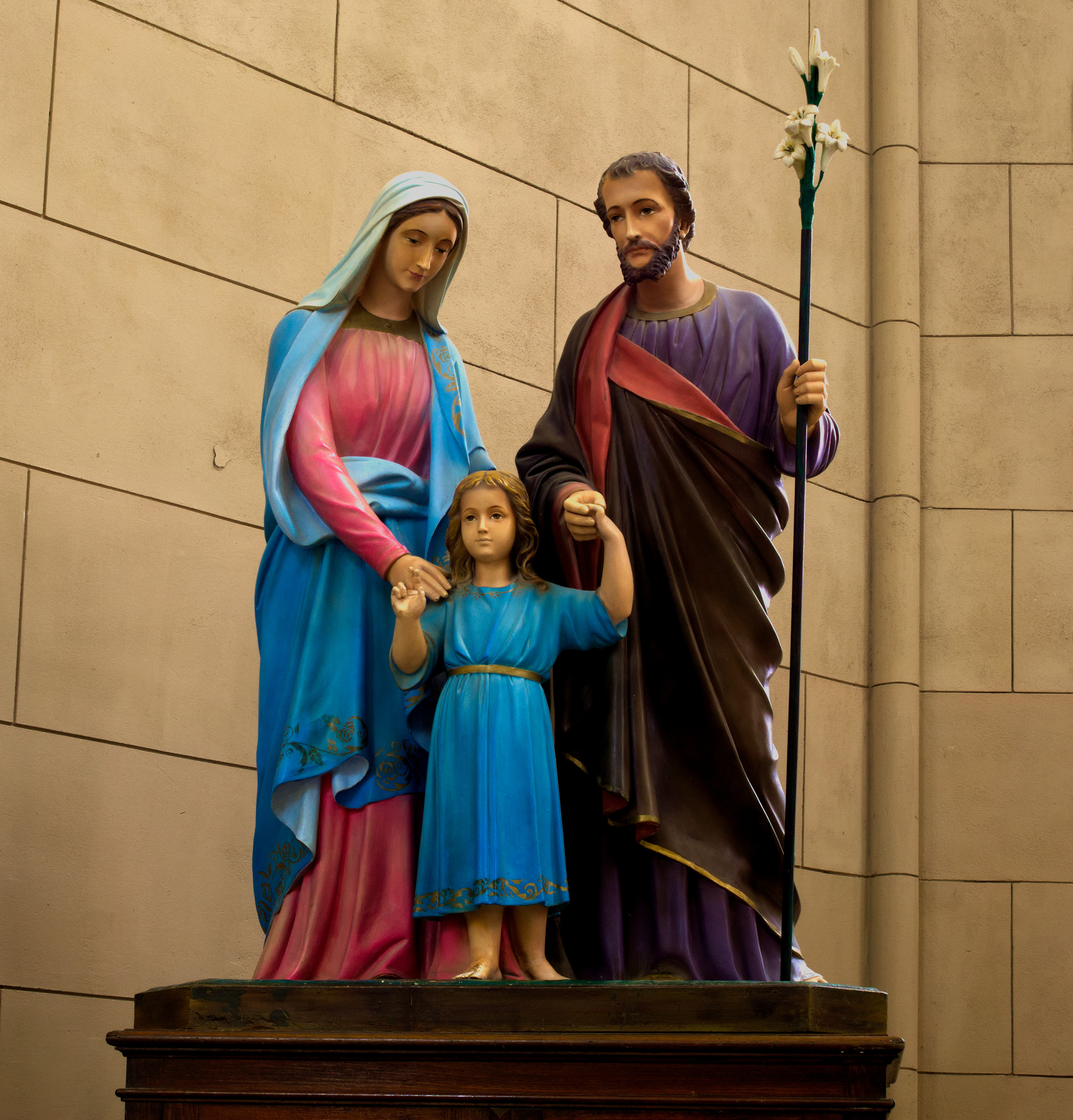
Statue de la Sainte Famille.